# Bombus brodmannicus
Bombus brodmannicus là một loài Hymenoptera trong họ Apidae. Loài này được Vogt mô tả khoa học năm 1909.